# Tam Thanh, Vụ Bản
Tam Thanh là một xã thuộc huyện Vụ Bản, tỉnh Nam Định, Việt Nam.
Xã có diện tích 7,01 km², dân số năm 1999 là 5.310 người, mật độ dân số đạt 757 người/km².